# Grupo ATV
El Grupo ATV es un conglomerado peruano de medios de comunicación creado el 5 de agosto de 2006. La empresa agrupa los canales de televisión ATV, Global Televisión, La Tele, ATV+, ATV Sur. Su propietaria es Albavisión.

## Historia

### Antecedentes
El canal 9 de Lima se fundó en 1959 con el nombre de TV El Sol, finalizó sus transmisiones en 1971 para evitar ser confiscado por el régimen de Velasco y continuó como repetidor del canal del Estado (TV Perú). Sin embargo, el conglomerado comenzó con la creación de Andina de Radiodifusión S.A.C. en 1981, comprando el repetidor del canal del Estado y lanzándolo de manera oficial en 1983 como Canal 9 (hoy ATV). Sus estudios se inauguraron en la Casona de la Avenida Arequipa.
En octubre de 1998, Julio Vera Gutiérrez, agobiado por problemas familiares y políticos, vende el 62% de las acciones del canal a su consuegra María del Pilar Tello que en 2000 las transfirió a Remigio Ángel González González, dueño de Albavisión Communications Group LLC, por medio de su representante en el país, el gerente general de la emisora Marcelo Cúneo Lobiano. En 2001, termina de vender sus acciones al 100%.
Por otro lado, Global Televisión se fundó en 1986 como Stereo 33 Televisión y fue relanzado en 1989 como Canal 13. En junio de 1991, la emisora es renombrada como Global Televisión Total al iniciarse su expansión nacional vía satélite. En 1995, Vittorio de Ferrari fundó una empresa conjunta con Antena 3 de España, que duró 2 años. Tras la muerte de Vittorio de Ferrari, su hijo Roberto de Ferrari anula el contrato con Antena 3 y vende las acciones de la empresa a Genaro Delgado Parker en 1997, pero dicho canal fue propietario hasta 2006.

### Los inicios
El grupo comienza su formación el 5 de agosto de 2006 cuando ATV pasó a administrar Global Televisión (en ese entonces llamado Red Global Televisión), que le fue arrebatado al broadcaster peruano Genaro Delgado Parker en ese mismo año por las deudas que arrastraba a la SUNAT por su productora Astros. Tres años después, el canal musical Uranio TV (canal 15 UHF de Lima) fue relanzado bajo el nombre de La Tele (con previas transmisiones de prueba desde agosto de 2008 tras el cierre de este último), dirigido al público femenino con telenovelas y películas solo los fines de semana. Es así que, en 2010, las tres emisoras decidieron agruparse en un nuevo conglomerado denominado el Grupo ATV. Desde entonces, su gerente general y presidente del directorio es Marcello Cúneo Lobiano, quien representa en Perú a Albavisión.

### Década de 2010
A fines de 2011, el Grupo ATV adquirió la emisora Perú TV de Arequipa, el cual fue relanzado como ATV Sur. Meses antes, en Lima, ATV decide lanzar un nuevo canal informativo denominado ATV+. Además, lanzó al aire una emisora musical que más adelante fue reemplazado por la señal en alta definición de ATV+. Según una nota de prensa publicada en el portal Tuteve.tv (hoy ATV.pe), se planeó la creación de una emisora de programación infantil y juvenil, pero el plan fue dejado de lado. La programación infantil que se reservó para esta estación fue trasladada a Global Televisión en su lugar.
El 24 de marzo de 2012 se realizó la primera Copa ATV, en un campo deportivo de Surquillo en donde asistieron los trabajadores  de la emisora y figuras públicas. El 2 de abril, este grupo firmó un acuerdo con el alcalde de Huari para la emisión de ATV por la frecuencia 23 UHF de Radio Televisión Huari.
En mayo de 2012, el grupo pretendió a través de una medida judicial de ATV Sur contra RBC Televisión para obtener la frecuencia 11 de Lima. Al mismo tiempo, en el canal 39 UHF, se comenzó a emitir el logotipo de Uranio TV de 2006, hecho que creó la imagen que, de hacerse ATV con la frecuencia de RBC, relanzaría a Uranio en su lugar. Sin embargo, pocos días después, luego que el Ministerio de Transportes y Comunicaciones fallara a favor de RBC, el Grupo ATV eliminó el identificador de Uranio. La emisora en el canal 39 siguió emitiendo sin nombre comercial hasta 2014. En contradicción a lo manifestado por funcionarios de ATV Sur, el Grupo ATV declaró no tener interés alguno en el canal 11.
ATV y Global TV se volvieron las cadenas de televisión con mayor audiencia al nivel nacional debido a dos eventos deportivos: el triunfo de Kina Malpartida en un certamen de boxeo y la emisión de la final de la Champions League el 19 de mayo de 2012. En junio de ese mismo año, el Grupo transmitió en vivo los partidos de la Eurocopa 2012 a través de ATV, ATV+ y Global Televisión.
Del 1 al 10 de noviembre de 2012, el Grupo ATV adquirió los derechos para emitir los Juegos Bolivarianos de Playa 2012, que se realizaron en el país.
A mediados de octubre de 2014, el Grupo ATV eliminó el canal musical que transmitía en la frecuencia 39 de Lima, la cual fue usada para lanzar la señal HD de ATV+, en el subcanal virtual 8.1, mientras en que el subcanal 8.2 se lanzó Arpeggio, una emisora de música clásica proveniente de Argentina.
Global TV cambió de nombre a Red TV el 13 de abril de 2015. El 31 de enero de 2016, el Grupo ATV firmó una alianza estratégica con el Grupo Plural TV, en el cual se especifica que el canal América Televisión podrá grabar y producir series para los canales de ATV, mientras que ATV tiene la autorización de emitir todas las producciones de América TV en los canales propiedad de Albavisión tanto a nivel nacional como internacional. A la vez, América TV le vendió los derechos de transmisión de las series y telenovelas de Televisa, y hasta la fecha continúan en emisión en los canales de ATV.
El 27 de marzo de 2017, debido a la baja audiencia que recibía el canal, Red TV es relanzado como NexTV con programación reenfocada al público joven-adulto. En octubre, el Grupo ATV alquiló el subcanal virtual 13.2 dentro del múltiplex que tiene en la TDT al Poder Judicial para lanzar Justicia TV.
El Grupo ATV ha anunciado el inicio de transmisiones del canal ATV Norte para la segunda mitad de 2017, la finalización de la implementación de cobertura de los canales de la corporación en la llamada zona 2 de la televisión digital terrestre en el país (que cubre a Arequipa, Cusco y otras ciudades del sur andino), y el objetivo de llegar al segundo lugar en recepción de audiencia.
El 10 de septiembre de 2018, menos de un año y medio después de estar al aire, NexTV fue relanzado nuevamente bajo el nombre de América Next, con programación de antiguas series transmitidas por América Televisión. El 1 de diciembre de 2019, el canal 13 vuelve a su antigua denominación de Global Televisión y lo hizo evidente mediante los comerciales emitidos días antes.

### Década de 2020
En 2023, La Tele cambia su número de frecuencia en la TDT de 10.1 al 23.1 (sacando del aire en el proceso a la repetidora limeña de ATV Sur) y en la UHF el mismo canal es reemplazado por ATV+.

## Televisión
El Grupo ATV gestiona 5 canales de televisión:
| Logo | Nombre/Eslogan                                      | Descripción | Fundación                | Señales                                                                               |
| ---- | --------------------------------------------------- | --- | ------------------------ | ------------------------------------------------------------------------------------- |
|      | ATV Atrevámonos                                     | Principal cadena del grupo. Su programación es generalista y se compone de producciones propias o importadas de otros países. Está compuesta por telenovelas extranjeras, películas, series, programas de telerrealidad, noticieros, programas de concursos, dibujos animados y talk shows.                                  | 18 de abril de 1983      | Canal 9 (VHF) Canal 9.1 (TDT) y repetidoras                                           |
|      | Global Televisión Mucho que ver                     | Segundo canal en importancia del grupo. Transmite producciones de series policiales y juveniles, telenovelas, películas, dibujos animados, programas de telerrealidad y comedias, todas ellas importadas. No posee programación de producción propia. Emite el infomercial GeoHerbal (antes Nutrisa Life) en las madrugadas. | 1 de julio de 1986       | Canal 13 (VHF) Canal 13.1 (TDT) y repetidoras                                         |
|      | La Tele                                             | Canal dirigido a las audiencias familiares. Su programación se compone de series policiales y juveniles, dibujos animados, comedias y programas de telerrealidad. No posee programación de producción propia. También emite el infomercial GeoHerbal (antes Nutrisa Life) en las madrugadas.                                 | 7 de enero de 2009       | Canal 15 (UHF) Canal 10.1 (TDT) y repetidoras                                         |
|      | ATV+ El canal de noticias más visto del Perú        | Canal de noticias nacionales e internacionales. Durante los fines de semana, transmite programación de archivo previamente emitidos por ATV. Es miembro de la Red de Noticias Albavisión (RNA). También emite el infomercial GeoHerbal (antes Nutrisa Life) en las madrugadas.                                               | 21 de septiembre de 2011 | Canal 21 (UHF) Canal 8.1 (TDT) y repetidoras                                          |
|      | ATV Sur La primera cadena regional del sur del país | Canal regional generalista con programación propia para Arequipa, incluyendo series policiales y juveniles, comedias, dibujos animados y programas de telerrealidad estadounidenses. | 10 de noviembre de 2011  | Canal 9 (VHF) y Canal 9.1 (TDT) en Arequipa Canal 23 (VHF) y Canal 23.1 (TDT) en Lima |

## Canales desaparecidos
Estos fueron los canales quienes creó y compró esta agrupación.
| Canal        | Duración  | Programación | Reemplazado por   |
| ------------ | --------- | --- | ----------------- |
| América Next | 2015-2019 | Canal temático que emitía producciones antiguas de América Televisión el cual tuvo varios nombres como Red TV y NexTV. | Global Televisión |
| Uranio TV    | 1994-2008 | Canal musical, cuya programación principal eran los videoclips de las canciones de moda. El nombre anterior de este canal era Uranio 15.                                                                                                   | La Tele           |
| Perú TV      | 1986-2011 | Canal variado de Arequipa, cuya programación con mayor producción local de Arequipa el cual tuvo varios nombres como Canal 8 Arequipa, El Canal de Arequipa, Austral Televisión Arequipa, Canal A Arequipa, Canal Azul y Canal 9 Arequipa. | ATV Sur           |
| Arpeggio TV  | 2016-2018 | Canal de vídeos de conciertos de música clásica las 24 horas. | Sin reemplazo     |

## Servicios
| Nombre   | Servicios                                             |
| -------- | ----------------------------------------------------- |
| ATV.pe   | Portal del Grupo ATV, con noticias y señales en vivo. |
| ATV Play | Aplicación móvil del Grupo ATV                        |